# USS Oswald (DE-767)
USS Oswald (DE-767) là một tàu hộ tống khu trục lớp Cannon từng phục vụ cùng Hải quân Hoa Kỳ trong Chiến tranh Thế giới thứ hai. Nó là chiếc tàu chiến duy nhất của Hải quân Hoa Kỳ được đặt cái tên này, theo tên hạ sĩ quan Harvey Emerson Oswald (1918-1942), người từng phục vụ trên tàu khu trục tiếp liệu thủy phi cơ William B. Preston (AVD-7), đã tử trận khi Hải quân Nhật Bản ném bom Darwin, Australia vào ngày 19 tháng 2, 1942 và được truy tặng Huân chương Ngôi sao Bạc. Nó đã phục vụ cho đến khi chiến tranh kết thúc, xuất biên chế năm 1946, rồi được rút đăng bạ năm 1972 và bị bán để tháo dỡ một năm sau đó.

## Thiết kế và chế tạo
Lớp Cannon có thiết kế hầu như tương tự với lớp Buckley dẫn trước; khác biệt chủ yếu là ở hệ thống động lực Kiểu DET (diesel electric tandem). Các động cơ diesel đặt nối tiếp nhau dẫn động máy phát điện để cung cấp điện năng quay trục chân vịt cho con tàu. Động cơ diesel có ưu thế về hiệu suất sử dụng nhiên liệu, giúp cho lớp Cannon cải thiện được tầm xa hoạt động, nhưng đánh đổi lấy tốc độ chậm hơn.
Vũ khí trang bị bao gồm ba pháo 3 in (76 mm)/50 cal trên tháp pháo nòng đơn có thể đối hạm hoặc phòng không, một khẩu đội pháo phòng không Bofors 40 mm nòng đôi và tám pháo phòng không Oerlikon 20 mm. Vũ khí chống ngầm bao gồm một dàn súng cối chống tàu ngầm Hedgehog Mk. 10 (có 24 nòng và mang theo 144 quả đạn); hai đường ray Mk. 9 và tám máy phóng K3 Mk. 6 để thả mìn sâu. Con tàu vẫn giữ lại ba ống phóng ngư lôi Mark 15 21 inch (533 mm). Thủy thủ đoàn đầy đủ bao gồm 15 sĩ quan và 201 thủy thủ.
Oswald được đặt lườn tại xưởng tàu của hãng Tampa Shipbuilding Company ở Tampa, Florida vào ngày 1 tháng 4, 1943. Nó được hạ thủy vào ngày 25 tháng 4, 1944, được đỡ đầu bởi bà Zola F. Oswald, mẹ hạ sĩ quan Oswald, và nhập biên chế cùng Hải quân Hoa Kỳ vào ngày 12 tháng 6, 1944 dưới quyền chỉ huy của Hạm trưởng, Đại úy Hải quân Edward Lapsley Patton, Jr.

## Lịch sử hoạt động
Sau chuyến đi chạy thử máy tại vùng biển phụ cận Bermuda, Oswald đi lên phía Bắc đến Boston, Massachusetts, rồi tiếp tục đi đến New York, nơi nó trình diện để phục vụ cùng Đội hộ tống 22 thuộc quyền Đội đặc nhiệm 21.5. Nó lên đường vào ngày 19 tháng 8, 1944 để hộ tống cho Đoàn tàu CU-36 trong chuyến đi vượt Đại Tây Dương đầu tiên. Ngoài khơi Bắc Ireland vào ngày 30 tháng 8, tàu chở dầu SS Jacksonville bị đắm sau khi trúng ngư lôi phóng từ tàu ngầm U-boat đối phương, và chiếc tàu hộ tống khu trục đã tham gia vào việc săn lùng đối thủ, nhưng không đem lại kết quả. Nó quay trở lại hộ tống cho đoàn tàu vận tải, và đi đến cảng Londonderry, an toàn, rồi lên đường cho chuyến đi quay trở về New York vào ngày 4 tháng 9. Trong tám tháng tiếp theo, nó còn thực hiện thêm mười chuyến hộ tống vận tải vượt Đại Tây Dương khác mà không bị thêm tổn thất nào.
Vào tháng 6, 1945, sau khi chiến tranh kết thúc tại Châu Âu, đội đặc nhiệm của Oswald, lúc này đã đổi tên thành Đội đặc nhiệm 61.2, bị giải thể. Con tàu được điều đến Quonset Point, Rhode Island để phục vụ canh phòng máy bay cho chiếc Croatan (CVE-25), khi chiếc tàu sân bay hộ tống hoạt động chuẩn nhận hoạt động tàu sân bay cho phi công hải quân. Đến tháng 8, nó chuyển đến khu vực Nam Florida để làm nhiệm vụ tương tự cùng tàu sân bay hộ tống Mission Bay (CVE-59).
Oswald quay trở về New York vào tháng 10 để đặi tu nhằm chuẩn bị ngừng hoạt động. Con tàu lại đi xuống phía Nam, đi đến Green Cove Springs, Florida vào ngày 9 tháng 11, nơi nó được cho xuất biên chế vào ngày 30 tháng 4, 1946 và được đưa về Hạm đội Dự bị Đại Tây Dương. Đang khi tiếp tục trong thành phần dự bị, con tàu được chuyển đến Đội dự bị tại Philadelphia, Pennsylvania vào năm 1951, và tiếp tục bị bỏ không cho đến khi bị bán để tháo dỡ vào ngày 15 tháng 10, 1973.

## Phần thưởng
Nguồn: Navsource Naval History
|  |  |  |

| Huân chương Chiến dịch Hoa Kỳ | Huân chương Chiến dịch Châu Âu-Châu Phi-Trung Đông | Huân chương Chiến thắng Thế Chiến II |